# Atractotomus ovatus
Atractotomus ovatus är en insektsart som först beskrevs av Knight 1926.  Atractotomus ovatus ingår i släktet Atractotomus och familjen ängsskinnbaggar. Inga underarter finns listade i Catalogue of Life.